# Gulag Orkestar
Gulag Orkestar (с сербохорв. — «Оркестр Гулага») — дебютный студийный альбом американской инди-фолк группы Beirut, вышедший в 2006 году.

## Об альбоме
Gulag Orkestar записан в 2006 году в Альбукерке, США.
Передняя и задняя обложки альбома являются фотографиями, вырванными из книги и найденными участниками группы в Лейпцигской библиотеке, автор которых на момент записи альбома был неизвестен. Автором фотографий является российский фотограф Сергей Чиликов, который создал их в 1995 году.
Название альбома связано с советской системой исправительно-трудовых лагерей, известной по роману Александра Солженицына «Архипелаг ГУЛАГ». «Orkestar» — сербохорватское слово, означающее «оркестр».
Альбом получил большое признание критиков и в 2006 году был признан лучшим по мнению музыкального магазина Rough Trade. Позже он был переиздан и включил в себя мини-альбом «Lon Gisland».

## Список композиций
1. The Gulag Orkestar — 4:38
2. Prenzlauerberg — 3:46
3. Brandenburg — 3:38
4. Postcards from Italy — 4:17
5. Mount Wroclai (Idle Days) — 3:15
6. Rhineland (Heartland) — 3:58
7. Scenic World — 2:08
8. Bratislava — 3:17
9. The Bunker — 3:13
10. The Canals of Our City — 2:21
11. After the Curtain — 2:54

## Участники записи
- Зак Кондон — вокал, труба, флюгельгорн, укулеле
- Хизер Трост — скрипка, альт
- Джереми Барнс — барабанная установка